# Viltwier
Viltwier (Codium fragile) is een groenwier uit de familie Codiaceae. Het komt oorspronkelijk uit de Grote Oceaan bij Japan en is een invasieve soort geworden aan de kusten van de Noord-Atlantische Oceaan.

## Kenmerken
Viltwier is een viltig, zacht sponzig aanvoelende groenwier die tot 50 centimeter hoog kan worden. Het is heldergroen tot donkergroen van kleur. Deze algensoort heeft de Nederlandse naam 'viltwier' gekregen omdat het een witte donslaag kan hebben op de relatief dikke 'takken'.